# Pinot Gris

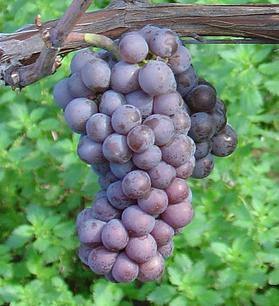
Struguri pentru Pinot Gris

Pinot Gris este un soi de viță de vie pentru vinuri albe de calitate superioară, de origine franceză, considerat a fi o variație mugurală a soiului Pinot Noir. 
În România a fost introdus în perioada postfiloxerică.